# Eisenkappel-Vellach
Eisenkappel-Vellach ((eslovè) Železna Kapla-Bela) o també Bad Eisenkappel és el comú meridional d'Àustria en el districte Völkermarkt de la província Caríntia. És una estació termal. Segons el cens del 2001, 37,6% de la població són eslovens carintians.

## Personatges il·lustres
- Cvetka Lipuš.
- Maja Haderlap